# 266465 Andalucia
266465 Andalucia este o planetă minoră (asteroid) din centura de asteroizi. A fost descoperită pe 16 iulie 2007 la Observatorul Astronomic din Mallorca⁠(d) de Observatorul Astronomic din Mallorca⁠(d) și a fost numită după Andaluzia. 
Obiectul prezintă o orbită caracterizată de o semiaxă mare de 3,1455963939087 UAi, o excentricitate de 0,16, o înclinație de 16 ° în raport cu ecliptica.